# الناصر علي بن صلاح
الناصر علي بن صلاح (توفي في 1329) إمام الدولة الزيدية في اليمن من 1328 إلى 1329.
كان الناصر علي حفيد الإمام المهدي إبراهيم الذي توفي في الأسر الرسولي في 1284. عندما توفي الإمام المهدي محمد عام 1328 نشأ وضع مضطرب في الأراضي الزيدية. نصب علي إماما تحت اسم الناصر علي. لاقى معارضة على الفور من قبل ثلاثة من المطالبين الآخرين. نشب القتال بين المتنافسين. بعد سنة واحدة توفي الناصر علي ودفن في السودة. كان الفائز في الصراع على السلطة المؤيد يحيى (توفي عام 1346).